# Grammoechus cribripennis
Grammoechus cribripennis är en skalbaggsart som först beskrevs av Stefan von Breuning 1936.  Grammoechus cribripennis ingår i släktet Grammoechus och familjen långhorningar. Inga underarter finns listade i Catalogue of Life.